# Inner Sanctum (série télévisée)
 (août 2016).
Si vous disposez d'ouvrages ou d'articles de référence ou si vous connaissez des sites web de qualité traitant du thème abordé ici, merci de compléter l'article en donnant les références utiles à sa vérifiabilité et en les liant à la section « Notes et références ».
Inner Sanctum est une série télévisée d'anthologie de mystère américaine en 39 épisodes de 30 minutes en noir et blanc, créée par Himan Brown, diffusée du 2 janvier 1954 au 2 octobre 1954 sur le réseau NBC.
Elle est inédite dans tous les pays francophones.

## Distribution

### Acteurs célèbres apparaissant dans la série
- Edward Binns
- Paul Stewart
- Warren Stevens
- Martin Balsam
- Jack Klugman
- Everett Sloane
- Constance Ford
- James Gregory
- William Prince
- Pat Crowley
- Leif Erickson
- John Marley
- E.G. Marshall
- Kevin McCarthy
- Harry Dean Stanton
- Beatrice Straight
- Jack Warden
- Joseph Wiseman
- Jo Van Fleet

La série a pour narrateur Paul McGrath.

## Fiche technique
- Créateur : Hyman Brown
- Producteur : Hyman Brown
- Producteur associé : Mende Brown
- Musique : Lew White
- Compagnie de production : Galahad Productions
- Compagnie de distribution : National Broadcasting Company
- Origine :  États-Unis
- Langue : Anglais Mono (RCA Sound Recording)
- Image : Noir et blanc
- Ratio : 1.33:1
- Format : 35 mm
- Durée : 30 minutes

## Épisodes
1. Niveau mortel (Dead Level)
2. L'Étranger (The Stranger)
3. Le Port des regrets (Port of Regrets)
4. L'Ermite (The Hermit)
5. Secret coupable (Guilty Secret)
6. Le Meurtre parfait (The Perfect Kill)
7. Le Visage de la peur (The Face of Fear)
8. Mourir une seconde fois (Never Die Again)
9. La Perruche jaune (The Yellow Parakeet)
10. Une deuxième vie (A Second Life)
11. Perdu dans les ténèbres (Lost in the Dark)
12. Le Chant des oiseaux (The Sound of Birds)
13. Miaulements (Cat Calls)
14. L'Homme de fer (Man of Iron)
15. Les Sœurs (The Sisters)
16. La Chance (The Good Luck Charm)
17. Les Mains (The Hands)
18. Le Choix du tueur (Killer's Choice)
19. Le Mort et le Vivant (Watcher by the Dead)
20. Identité inconnue (Identity Unknown)
21. Reine de pique (Queen of Spades)
22. Attention : Fragile (Handle with Care)
23. La Fiancée silencieuse (The Silent Bride)
24. Courrier fantôme (Ghost Mail)
25. Demain ne viendra jamais (Tomorrow Never Comes)
26. Personne ne se moque de Lou (Nobody laughs at Lou)
27. Le Squelette de la famille (Family Skeleton)
28. Au cœur de la nuit (Dark of the Night)
29. Enterrement à High Point (Burial at High Point)
30. L'Heure sombre (Hour of Darkness)
31. Récompense pour Janie (Reward for Janie)
32. Le Visage du mort (Face of the Dead)
33. Le Solitaire (The Lone One)
34. Rêve de meurtre (Dream of Murder)
35. Une peur modèle (Pattern of Fear)
36. Le Troisième Destin (The Third Fate)
37. Glissement de terrain (The Landslide)
38. Le Crâne enterré (The Skull Beneath)
39. L'Heure fatale (The Fatal Hour)
40. Une chance aveugle (Blind Luck)

## Production
La série a été adaptée du show radiophonique Inner Sanctum Mystery. La série a repris presque à l'identique le titre. Certains épisodes sont inspirés des écrits de Guy de Maupassant.